# Партія інтересу
Партія інтересу — тип партій, що свідомо зорієнтовані на реалізацію в політиці інтересів певного класу чи соціальної верстви.